# 波长

一個正弦波的波長。

波长（英語：Wavelength）是一個物理學的名詞，指在某一固定的頻率裡，沿着波的传播方向、在波的图形中，離平衡位置的「位移」與「時間」皆相同的两个质点之间的最短距离。在物理學，波長普遍使用希臘字母λ來表示。

## 横波与纵波的波长

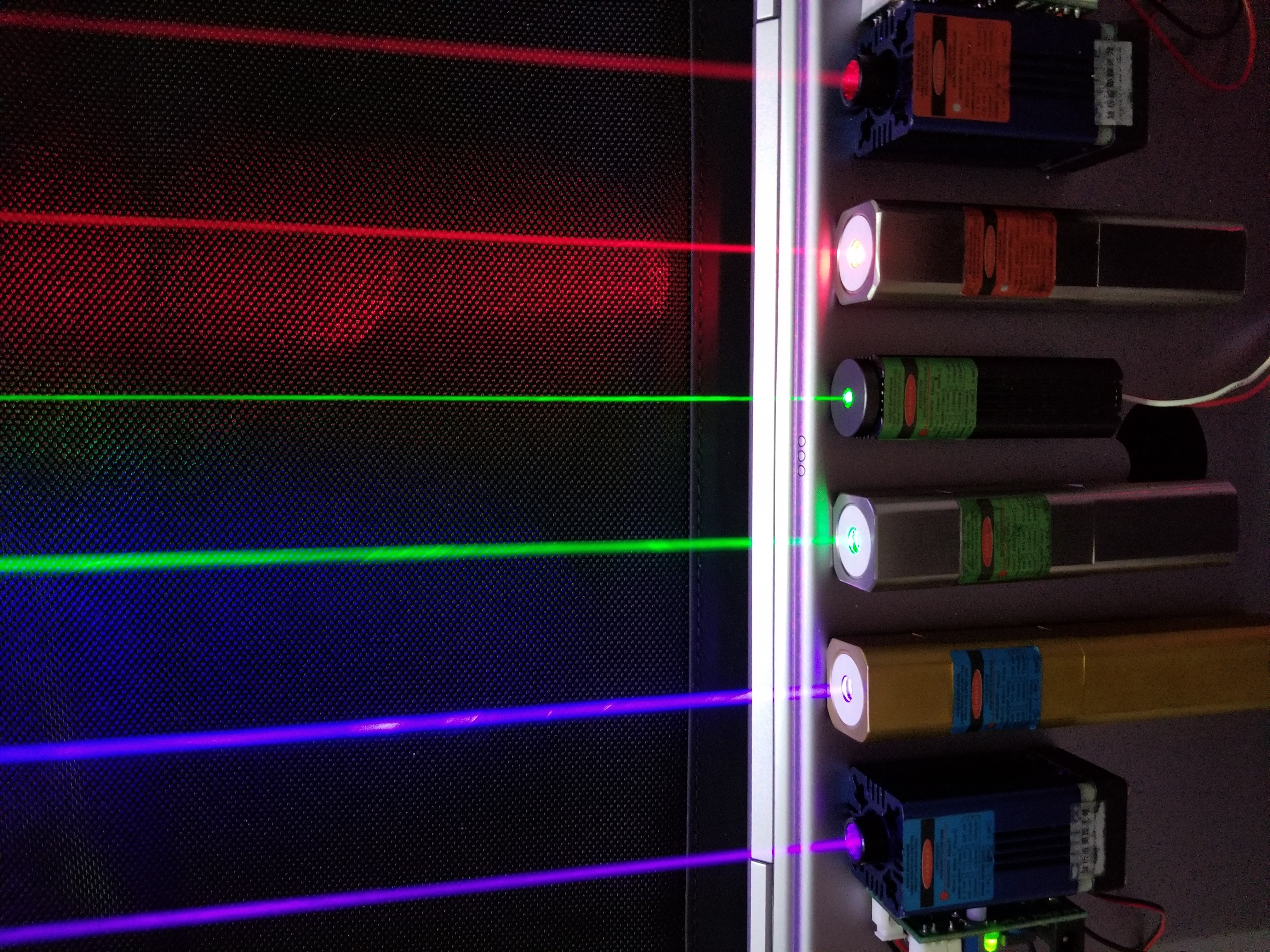
不同波长的可见光激光

在横波中，波长是指相鄰兩個有相同相位的點的距離，通常是相鄰的波峰、波谷或對應的過零點。在纵波中，波长是指相邻两个密部或疏部之间的距离。在這兩種波，「波峰是電場或磁場的變化。波的性質亦有其可量度，例如：聲波可以從它的頻率來量度，人耳可聽的聲波從20赫到20千赫；而波長從17公尺到17毫米不等；可見光從深紅色的700納米波長，到紫色的400納米波長。

## 與頻率的關係
波長{\displaystyle \lambda }與頻率{\displaystyle f}成反比關係。頻率就是某一固定時間內，通過某一指定地方的波數目。以下方程式表達了波長與頻率的關係：
{\displaystyle \lambda ={\frac {v}{f}}}
當中的{\displaystyle v}是波的相速度。在電磁波的例子，例如光在真空中的速度，亦即光速，是299,792,458 m/s（準確），大約是3×108 m/s。對於聲波在空氣中傳播的速度，在室溫大約是344 m/s（即1238 km/h）。
波長的單位一般是米及其導出單位；而頻率的單位是赫茲（Hz）及其導出單位。

## 參看
- 波幅
- 角頻率
- 顏色
- 頻率
- 週期函數
- 夫朗和斐譜線
- 波矢

## 外部連結
- http://www.sengpielaudio.com/calculator-wavelength.htm （页面存档备份，存于）
- http://www.acoustics.salford.ac.uk/schools/index1.htm （页面存档备份，存于）